# Басов Олександр Васильович
Олександр Васильович Басов (нар. 20 березня 1914, станиця Баклановська, тепер Дубовського району Ростовської області, Російська Федерація — 15 серпня 1988, місто Москва) — радянський державний діяч, 1-й секретар Ростовського обласного комітету КПРС, голова Ростовського облвиконкому, міністр сільського господарства РРФСР, надзвичайний і повноважний посол СРСР у Румунії, Чилі, Австралії та Фіджі. Член ЦК КПРС у 1961—1976 роках. Депутат Верховної Ради СРСР 5—6-го скликань. Кандидат сільськогосподарських наук, доцент.

## Життєпис
Народився в козацькій родині. Батько працював сільським вчителем. Після смерті батьків з 1922 року виховувався в дитячому будинку. У 1924—1930 роках навчався в профшколі сільського господарства.
З 1930 року працював зоотехніком в Морозовську, потім в районній конторі міста Прикумська.
У 1932 році закінчив робітничий факультет Північно-Кавказького інституту водного господарства та меліорації.
У 1932—1933 роках — старший зоотехнік радгоспу «Татарстан».
У 1933—1938 роках навчався у Вологодському сільськогосподарському інституті, в 1938—1942 роках — в аспірантурі Вологодського сільськогосподарського інституту.
У 1942—1951 роках — науковий співробітник Вологодського інституту епідеміології та мікробіології; старший зоотехнік, директор радгоспу «Дикое»; науковий співробітник дослідної станції із тваринництва Вологодської області; завідувач кафедри, директор Ярославського сільськогосподарського інституту.
Член ВКП(б) з 1945 року.
З березня 1951 по 1954 рік — завідувач кафедри Новочеркаського зоотехнічного інституту Ростовської області.
У 1954—1955 роках — секретар Ростовського обласного комітету КПРС із сільського господарства.
У квітні 1955 — липні 1960 року — голова виконавчого комітету Ростовської обласної ради депутатів трудящих.
15 червня 1960 — 15 серпня 1962 року — 1-й секретар Ростовського обласного комітету КПРС.
У 1962—1963 роках — головний радник-організатор при уряді Республіки Куби з питань тваринництва. У 1963—1965 роках — радник посольства СРСР в Республіці Кубі.
2 березня — 19 листопада 1965 року — міністр сільського господарства Російської РФСР.
15 грудня 1965 — 16 березня 1971 року — надзвичайний і повноважний посол СРСР у Румунії.
28 березня 1971 — 22 вересня 1973 року — надзвичайний і повноважний посол СРСР у Чилі.
У 1974—1975 роках — співробітник центрального апарату Міністерства закордонних справ СРСР.
14 січня 1975 — 20 жовтня 1979 року — надзвичайний і повноважний посол СРСР в Австралії.
12 травня 1975 — 14 червня 1980 року — надзвичайний і повноважний посол СРСР на Фіджі (за сумісництвом).
З жовтня 1979 року — персональний пенсіонер союзного значення в Москві.
Помер 15 серпня 1988 року. Похований в Москві на Кунцевському цвинтарі.

## Нагороди
- два ордени Леніна (1957, 1962)
- орден Дружби народів (1982)
- медаль «За трудову доблесть»
- медалі
- надзвичайний і повноважний посол СРСР